# 2010-es Billboard Japan Music Awards
A 2010-es Billboard Japan Music Awards zenei díjátadót 2011. február 6-án tartották meg a tokiói Billboard Live Tokyo épületében.

## Jelöltek
A nyertesek félkövérrel szedve.

### Slágerlistás kategóriák
Hot 100 of the Year
- Arasi – Troublemaker

Top Album of the Year
- Exile – Aiszubeki mirai e

Hot 100 Airplay of the Year
- Owl City – Fireflies

Hot 100 Singles Sales of the Year
- Arasi – Troublemaker

Adult Contemporary of the Year
- Maroon 5 – Misery

Classical Albums of the Year
- Nodame Cantabile – Nodame Cantabile szaisú gakusó

Jazz Albums of the Year
- Norah Jones – The Fall

Independent of the Year
- Lia/Tada Aoi – My Soul, Your Beats!/Brave Song

Overseas Soundtrack Albums of the Year
- Michael Jackson – This Is It

### Különdíjak
International Collaboration Special Award
- Chaka Khan, Ai

Daiwa House Special Award (Active Artist of the Year)
- HY

Korea Billboard Special Award
- 4Minute

New Artist of the Year
- Tee – Baby I Love You

### Művész kategóriák
Artist of the Year
Nyertes: Exile
További jelöltek: az alábbi öt kategória 95 jelöltje.
Top Pop Artists
Nyertesek:
- AKB48
- Exile
- Nisino Kana
- Sid

További jelöltek:
- Adam Lambert
- Aiko
- Amuro Namie
- Arasi
- Beni
- Bump of Chicken
- Dómoto Kóicsi
- Dreams Come True
- Fukujama Maszaharu
- Funky Monkey Babys
- Girl Next Door
- Greeeen
- Hamaszaki Ajumi
- Hara Júko
- Hey! Say! JUMP
- Hókago Tea Time
- HY
- Ikimono-gakari
- Jamasita Tomohisza
- Jazava Eikicsi
- Junsu/Jejung/Yuchun
- Justin Bieber
- Júszuke
- Kanjani Eight
- Kató Miliyah
- KAT-TUN
- Kesha
- Kimura Kaela
- Kuvata Keiszuke
- Lands
- Macutója Jumi
- Mizuki Nana
- Monkey Majik
- News
- NYC
- Orianthi
- Owl City
- Porno Graffiti
- Quruli
- Quruli to Yuming
- Rake
- Simizu Sóta
- SMAP
- Sódzso dzsidai
- Team Dragon from AKB48
- Tóhósinki
- Tokió dzsihen
- Tokunaga Hideaki
- Universe
- Yui
- Yuki

Jazz Artist of the Year
Nyertes:
- J.A.M

További jelöltek:
- Beegie Adair
- Bill Evans
- Kenny G
- Nicki Parrott
- Norah Jones
- Ozone Makoto
- Pe’z
- Takanaka Maszajosi
- Terai Naoko
- Terakubo Elena
- T-Square

Classic Artist of the Year
Nyertes:
- Nodame Cantabile

További jelöltek:
- Cudzsii Nobujuki
- Josimacu Takasi
- Li Yundi
- Neal E. Boyd
- Nisimoto Tomomi
- Ozava Szeidzsi
- Simon Rattle és a Berlini Filharmonikus Zenekar

Independent Artist of the Year
Nyertes:
- HY

További jelöltek:
- 50TA
- AK-69
- Clear
- Dir en grey
- DJ Fumi Yeah!
- Fact
- Fukujama Dzsun
- Gackt
- Girls Dead Monster
- Ikeda Aja és Kudó Maju
- Jazava Eikicsi
- Kamija Hirosi+Ono Daiszuke
- Ken Yokoyama
- Lia
- Mucc
- Noa
- Szótaiszei riron
- Underworld
- Vamps